# Bockön (réserve naturelle)
La réserve naturelle de Bockön (en suédois Bockön) est une réserve naturelle située dans l'archipel de Luleå, comté de Norrbotten, au nord de la Suède.

## Description
La zone naturelle est protégée depuis 2010 et s'étend sur 6 kilomètres carrés. 
La réserve naturelle comprend la grande île de Bockön ainsi que quelques îles et îlots plus petits au nord et à l'est de l'île principale. 

## Iles de Bockön
La partie orientale de l'île de Bockön est plate et basse et se compose principalement de sable. 
La partie ouest de l’île est beaucoup plus composée de rochers. 
Il y a beaucoup de bois mort sur l'île.  

## Les petites îles
Lilla Sikören est une île oblongue où pousse une forêt clairsemée dans la partie sud. 
Sikörgrunden est une zone de fondation avec des bas-fonds. Storrevet est une île basse et allongée avec des prairies. 
Au nord de Bockön se trouve Husön, qui fait également partie de la réserve naturelle.

## Des traces du passé
À Bockön se trouvent les vestiges d'une ancienne zone habitée à l'intérieur de Bocköviken, dans la partie nord de l'île. 
Le nouveau bâtiment a été construit en 1812 et il y avait des champs et des prairies sur l'île. La maison était habitée toute l'année jusque dans les années 1930. Des traces d'activités plus anciennes dans la région sont également visibles à Sikören sous la forme de fondations de maisons et à Lilla Sikören.